# Liga ASOBAL 2021-2022
La Liga ASOBAL 2021-2022 è stata la 69ª edizione del torneo di primo livello del campionato spagnolo di pallamano maschile. 
La competizione, organizzata dalla RFEMB, si è svolta da settembre 2021 a maggio 2022.

## Formula del torneo
Il campionato si svolge tra 16 squadre che si affrontano con la formula del girone unico all'italiana con partite di andata e ritorno.
Per ogni incontro i punti assegnati in classifica sono così determinati:
- due punti per la squadra che vinca l'incontro;
- un punto per il pareggio;
- zero punti per la squadra che perda l'incontro.

La squadra 1ª classificata al termine del campionato viene proclamata campione di Spagna.

## Squadre partecipanti
| Squadra                         | Città               | Palasport                                           | Capacità |
| ------------------------------- | ------------------- | --------------------------------------------------- | -------- |
| FC Barcelona Lassa              | Barcellona          | Palau Blaugrana                                     | 8,250    |
| ABANCA Ademar León              | León                | Palacio de los Deportes                             | 5,188    |
| Fraikin Granollers              | Granollers          | Palau d'Esports                                     | 6,500    |
| Logroño La Rioja                | Logroño             | Palacio de los Deportes                             | 4,851    |
| Incarlopsa Cuenca               | Cuenca              | El Sargal                                           | 1,900    |
| Helvetia Anaitasuna             | Pamplona            | Anaitasuna                                          | 3,000    |
| Bada Huesca                     | Huesca              | Palacio de Deportes                                 | 5,000    |
| Los Dólmenes Antequera          | Antequera           | Pabellón Polideportivo Municipal Fernando Argüelles | 2,527    |
| Recoletas Atlético Valladolid   | Valladolid          | Polideportivo Huerta del Rey                        | 5,500    |
| Bidasoa Irun                    | Irun                | Polideportivo Artaleku                              | 2,200    |
| Benidorm                        | Benidorm            | Palau d'Esports L'Illa                              | 2,500    |
| Ángel Ximénez Avia PG           | Puente Genil        | Alcalde Miguel Salas                                | 600      |
| Frigoríficos del Morrazo Cangas | Cangas              | O Gatañal                                           | 3,000    |
| BM Nava                         | Nava de la Asunción | Polideportivo Guerreros Naveros                     | 1,000    |
| DS Blendio Sinfín               | Santander           | La Albericia                                        | 600      |
| Batcho Torrelavega              | Torrelavega         | Pabellón Vicente Trueba                             | 3,000    |

## Classifica finale
|  | Pos. | Squadra                         | Pt | G  | V  | N | P  | GF   | GS  | DR   | Note                 |
|  | ---- | ------------------------------- | -- | -- | -- | - | -- | ---- | --- | ---- | -------------------- |
|  | 1.   | FC Barcelona Lassa              | 57 | 30 | 28 | 1 | 1  | 1052 | 797 | +255 | EHF Champions League |
|  | 2.   | Fraikin Granollers              | 44 | 30 | 21 | 2 | 7  | 936  | 853 | +83  | EHF European League  |
|  | 3.   | Bidasoa Irun                    | 42 | 30 | 20 | 2 | 8  | 994  | 915 | +84  | EHF European League  |
|  | 4.   | Benidorm                        | 35 | 30 | 16 | 3 | 11 | 876  | 850 | +16  | EHF European League  |
|  | 5.   | Incarlopsa Cuenca               | 34 | 30 | 16 | 2 | 12 | 888  | 883 | +5   |                      |
|  | 6.   | Logroño La Rioja                | 34 | 30 | 17 | 0 | 13 | 945  | 924 | +23  |                      |
|  | 7.   | Abanca Ademar León              | 30 | 30 | 14 | 2 | 14 | 939  | 945 | -6   |                      |
|  | 8.   | Helvetia Anaitasuna             | 29 | 30 | 13 | 3 | 14 | 902  | 876 | +26  |                      |
|  | 9.   | Bada Huesca                     | 28 | 30 | 11 | 6 | 13 | 880  | 896 | -16  |                      |
|  | 10.  | Ángel Ximénez Puente Genil      | 26 | 30 | 12 | 2 | 16 | 861  | 881 | -20  |                      |
|  | 11.  | Batcho Torrelavega              | 30 | 30 | 11 | 4 | 15 | 850  | 865 | -15  |                      |
|  | 12.  | Frigoríficos del Morrazo Cangas | 30 | 30 | 11 | 4 | 15 | 832  | 851 | -19  |                      |
|  | 13.  | Recoletas Atlético Valladolid   | 22 | 30 | 9  | 4 | 17 | 857  | 931 | -74  |                      |
|  | 14.  | Unicaja Banco Sinfín            | 21 | 30 | 8  | 5 | 17 | 793  | 862 | -69  | Playout              |
|  | 15.  | Viveros Herol Nava              | 20 | 30 | 8  | 4 | 18 | 832  | 921 | -89  | Retrocessione        |
|  | 16.  | Antequera                       | 6  | 30 | 2  | 2 | 16 | 713  | 905 | -192 | Retrocessione        |